# GNU 파스칼
GNU 파스칼(GNU Pascal)은 컴파일러 가운데 하나로 GNU 계획에서 만들었다. ISO 7185(파스칼 표준)와 어울리며 ISO 10206(확장 파스칼 표준)의 대부분을 만족한다. 설치된 채로 아무 환경에나 옮겨 놓아도 잘 작동한다는 이점이 있으나 이 경우 마이크로소프트 윈도우에서는 GNU 컴파일러 모음의 일부라는 점 때문에 함께 설치된 다른 컴파일러까지 모두 함께 옮겨진다는 부담이 있다.
현재 GNU 일반 공중 사용 허가서를 따르고 있다.

## 같이 보기
- 프리 파스칼
- 라자루스 (IDE)